# Pustynia Judzka
Pustynia Judzka (także: Pustynia Judejska, właściwie Judea, hebr. יְהוּדָה, Yəhuda; arab. سامريّون, Sāmariyyūn ) – górzysta pustynia położona we wschodniej części Judei w środkowej części Izraela.
Obecnie terytorium podzielone pomiędzy Izrael a Autonomię Palestyńską.
Na jej terenie żyje obecnie kilka szczepów Beduinów.

## Geografia
Pustynia rozciąga się wzdłuż zachodniego brzegu Morza Martwego. Stanowi ona wyżynę poprzecinaną głębokimi kanionami.
Pustynia Judzka na południu przechodzi w pustynię Negew, na której dominują nagie skaliste szczyty oraz potężne płaskowyże poprzecinane głębokimi kanionami. Pustynie Judzka i Negew stanowią 60% powierzchni Izraela.

## Historia
Pustynia Judzka była w przeszłości miejscem pobytu tysięcy pustelników skupionych wśród licznych ławr i monastyrów. Do czasów współczesnych zachowało się wiele zabytków sięgających okresu rzymskiego (Masada).
W odległości 1 km na północny zachód od brzegu Morza Martwego znajdują się słynne ruiny starożytnej osady Kumran, w pobliżu której odnaleziono zwoje z Qumran.